# 阎泽溥
阎泽溥（1879年—1932年）字庭瑞，直隷省天津府天津县人，中華民国政治家、銀行家。

## 生平
阎泽溥早前任洮南屯墾局总办。後来，阎泽溥投張作霖的奉系，历任吉林、黑龙江榷運局局長、奉天賑務局局長、山東賑務督办。
1927年（民国16年）6月，阎泽溥就任北京政府潘復内閣財政总長。他也是北京政府最後一位財政总長。翌年6月，張作霖敗北後，阎泽溥随张作霖返回奉天。途中发生皇姑屯事件，張作霖被关東軍炸死，阎泽溥生还。後来，阎泽溥下野，成为实业家。
1931年（民国20年）9月九一八事变爆发后，阎泽溥就任奉天边业銀行（東三省边业銀行）总裁。翌年，满洲中央銀行成立後，边业銀行关闭，阎泽溥再度下野。后来，他被奉天市的日軍枪殺。享年54岁。